# Sandarville
Sandarville é uma comuna francesa na região administrativa do Centro, no departamento Eure-et-Loir. Estende-se por uma área de 9,4 km². Em 2010 a comuna tinha 418 habitantes (densidade: 44,5 hab./km²).